# Anna Maria Wilhelmine van Hasselt-Barth

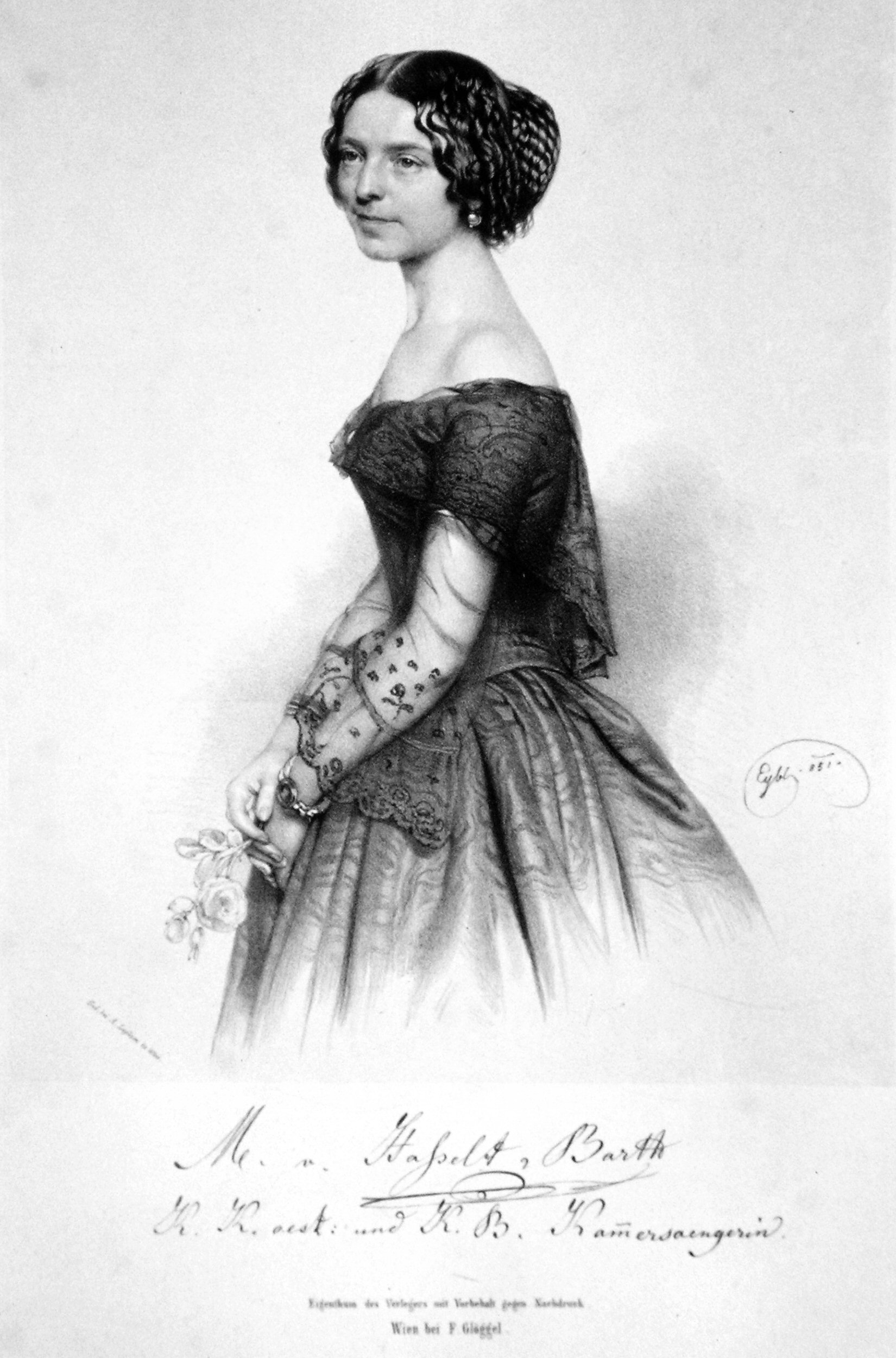
Anna Maria Wilhelmine van Hasselt-Barth, Lithographie von Franz Eybl, 1851

Anna Maria Wilhelmine van Hasselt-Barth, geb. van Hasselt (* 15. Juli 1813 in Amsterdam; † 14. Januar 1881 in Mannheim) war eine deutsche Opernsängerin (Sopran). Sie war kaiserlich-königliche österreichische bzw. königlich bayerische Kammersängerin am Wiener Kärntnertortheater und am Münchner Hofoperntheater.

## Leben
Ihre Eltern waren Dirk van Hasselt und Johanna Maria Servas. Bereits mit neun Jahren kam sie nach Deutschland, wo sie zunächst in Frankfurt am Main und Offenbach eine Ausbildung im Gesang erhielt. Später war sie eine Schülerin des Gesangslehrers Josef Fischer in Karlsruhe und ab 1829 von Pietro Romani in Florenz. Im Oktober 1831 debütierte sie in Triest, wo sie die Partie der Ezilda in der Oper Gli arabi nelle Gallie von Giovanni Pacini sang. Sie gab auch Konzerte in Vicenza mit Giovanni Battista Rubini. Bis 1833 lebte sie in Triest, dann sang sie am Teatro Carlo Felice in Genua und begab sich auf eine Gastspieltournee durch Italien. 1834 kehrte sie nach Deutschland zurück und wurde Hofsängerin an der Münchner Hofoper. Ihre Antrittspartie dort war Imogene in Vincenzo Bellinis Il pirata. Am 12. September 1835 trat sie in der Uraufführung der Oper Die Hermannsschlacht von Hippolyte Chelard auf. 1837 unternahm sie eine Tournee mit Gastspielauftritten in Karlsruhe, Mannheim und Stuttgart. 1838 war sie am Opernhaus von Frankfurt und am Hoftheater in Darmstadt zu Gast. Am 12. April 1839 sang sie bei der Uraufführung von Franz Lachners Oper Alidia in München. In diesem Jahr verließ sie die Münchner Hofoper, zu deren Ensemble sie fünf Jahre gehört hatte und wurde Mitglied des Wiener Kärntnertortheaters, wo sie sehr erfolgreich war und bis 1853 verblieb. Während dieser Zeit gab sie Gastspiele in Linz, Salzburg, Budapest und Riga (1851). Sie trat unter anderem auch am Stadttheater Hamburg (1840), den deutschen Theatern in Brünn und Prag sowie 1843 an der Berliner Hofoper auf, wo sie die Mathilde in Wilhelm Tell von Gioachino Rossini und die Valentine in Die Hugenotten von Giacomo Meyerbeer gab. 1853 zog sie sich von der Bühne zurück und betrieb ab 1868 längere Zeit in Wien eine Gesangsschule.
Ab 1840 war sie mit dem Pianisten, Dirigenten und Liederkomponisten Gustav Barth verheiratet, von dem sie sich jedoch später scheiden ließ. Sie trat auch nach der Scheidung weiterhin unter dem Doppelnamen van Hasselt-Barth auf. Ihre Tochter Johanna van Hasselt-Barth (1841–1918) war Soubrette und Operettensängerin in Würzburg, Hannover, Coburg Gotha, Straßburg und Königsberg.
Auf ihrem Höhepunkt galt Anna Maria Wilhelmine van Hasselt-Barth als eine der bedeutendsten Sopranistinnen in Deutschland. Ihr besonderes Talent lag im Koloraturgesang und dramatischen Gesang. In diesen Bereichen gehörte sie zu den ersten erfolgreichen deutschen Sängerinnen. Zu ihren bedeutendsten Partien zählen die Konstanze in Die Entführung aus dem Serail und Donna Anna in Don Giovanni von Wolfgang Amadeus Mozart.